# Натрий-22
На́трий-22 — радиоактивный изотоп химического элемента натрия с атомным номером 11 и массовым числом 22. Это искусственный нуклид, который используется в качестве источника позитронов и монохроматического гамма-излучения с энергией 1274,5 кэВ. Период полураспада 22Na составляет 2,6 года, поэтому стандартные натриевые источники нуждаются в замене каждые 10 лет.

## Образование и распад
В природе встречается как космогенный нуклид, образующийся при расщеплении атомов аргона.
Натрий-22 получают путём облучения неона-22 протонами из ускорителя (циклотрона). При этом происходит следующая реакция:
{\displaystyle \mathrm {{}_{10}^{22}Ne} +{}_{1}^{1}p\rightarrow \mathrm {{}_{11}^{22}Na} +{}_{0}^{1}n}
Распадается натрий-22 двумя способами. В 90% случаев происходит β+-распад, с испусканием позитрона. В оставшихся 10% случаев осуществляется захват электрона с ближайшей электронной орбиты (К-захват).
{\displaystyle \mathrm {{}_{11}^{22}Na} \rightarrow \mathrm {{}_{10}^{22}Ne} +e^{+}+\nu _{e}}
{\displaystyle \mathrm {{}_{11}^{22}Na} +e^{-}\rightarrow \mathrm {{}_{10}^{22}Ne} +{\nu }_{e}}
И в первом, и во втором случае испускаются гамма-кванты постоянной энергии 1274,5 кэВ. Наличие этой единственной гамма-линии позволяет однозначно идентифицировать присутствие натрия-22 в образце.